# Chiêu Liên
Chiêu Liên (chữ Hán: 昭連; 26 tháng 3 năm 1776 - 14 tháng 1 năm 1830), tự Cấp Tu (汲修), hiệu Cấp Tu Chủ nhân (汲修主人), Đàn Tôn Chủ nhân (檀樽主人), là một hoàng thân của nhà Thanh trong lịch sử Trung Quốc, người thừa kế 1 trong 12 tước vị Thiết mạo tử vương.

## Cuộc đời
Chiêu Liên sinh vào giờ Dần, ngày 7 tháng 2 (âm lịch) năm Càn Long thứ 41 (1776), trong gia tộc Ái Tân Giác La. Ông là con trai trưởng của Lễ Cung Thân vương Vĩnh Ân, mẹ ông là Kế Phúc tấn Thư Mục Lộc thị (舒穆祿氏). Năm Gia Khánh thứ 7 (1802), tháng 11, ông được phong làm Bất nhập bát phân Phụ quốc công (不入八分輔國公), nhậm chức Tán trật đại thần. Tháng 6 năm thứ 10 (1805), sau khi cha qua đời, ông được thế tập tước vị Lễ Thân vương đời thứ 9.
Đến tháng 11 năm thứ 20 (1815), ông bị đoạt tước, giáng làm Nhàn tản Tông thất (閒散宗室) và bị giam giữ ở phủ đệ. Năm thứ 21 (1816), tháng 2, ông được thả tự do. Năm Đạo Quang thứ 2 (1822), ông được thưởng chức Hậu bổ chủ sự (候補主事). Năm thứ 19 (1829), ngày 20 tháng 12 (âm lịch), giờ Dậu, ông qua đời, thọ 54 tuổi. Ông được đánh giá là người yêu thích văn sử, tinh thông Mãn Châu dân tục và quy chế pháp luật nhà Thanh. Ông lúc sinh thời không có con, nên tước vị sẽ do Lân Chỉ, con trai trưởng của Lễ Thân vương Vĩnh Huệ – em trai của Vĩnh Ân – thế tập.

## Gia quyến
- Đích Phúc tấn: Y Nhĩ Căn Giác La thị (伊爾根覺羅氏), con gái của Đại học sĩ Tam Bảo (三保).
- Con thừa tự: Tích Tuấn (錫濬; 1787 - 1814), là con trai thứ hai của Mậu Tuân (茂恂) - con trai thứ hai của Vĩnh Huệ. Năm 1811 được cho làm con thừa tự của Chiêu Liên. Có một con trai.